# Cesare Filippi
Cesare Filippi (* 1536 in Ferrara; † nach 1602 ebenda) war ein italienischer Maler.

## Leben
Cesare wurde 1536 als der jüngere Sohn von Camillo Filippi in Ferrara geboren. Seine Ausbildung erhielt er bei seinem Vater, dem er und seinem Bruder Sebastiano bei ihren Arbeiten assistierte. Er zeichnete sich besonders durch das Malen von Köpfen und Grotesken im ornamentalen Stil aus. Auch versuchte er sich manchmal an historischen Themen, die jedoch nur eine schwache Imitation des Stils seines Bruders sind. Zu sehen am Bild der Kreuzigung in der Kirche von La Morte. Seine Hauptarbeiten waren jedoch die eines Dekorateurs. Dies wird durch einige Zahlungen der herzoglichen Kammer aus den Jahren 1565 und 1566 für Arbeiten im Zusammenhang mit Festen des Hofes der Este bezeugt.
Sein genaues Todesjahr ist nicht bekannt. Er wurde in der Familiengruft beigesetzt, die 1829 von der Kirche auf den Cimitero Monumentale della Certosa di Ferrara verlegt wurde.